# Camille D'Arville
Camille D'Arville (provincia de Overijssel, 21 de junio de 1863-San Francisco, 9 de septiembre de 1932), nacida como Cornelia Dykstra, fue una cantante de ópera ligera e intérprete de vodevil de origen neerlandés. Fue miembro de The Bostonians. Su apellido también se encuentra como Darville, d'Arville y D'arville.

## Primeros años de vida
Cornelia Dykstra era de la provincia de Overijssel, hija de Cornelius Dykstra, un comerciante. Estudió música en Ámsterdam, donde debutó como concertista a los 14 años, y continuó su formación en Viena. Cambió su nombre a Camille D'Arville poco después de su debut en la ópera en Londres.

## Carrera

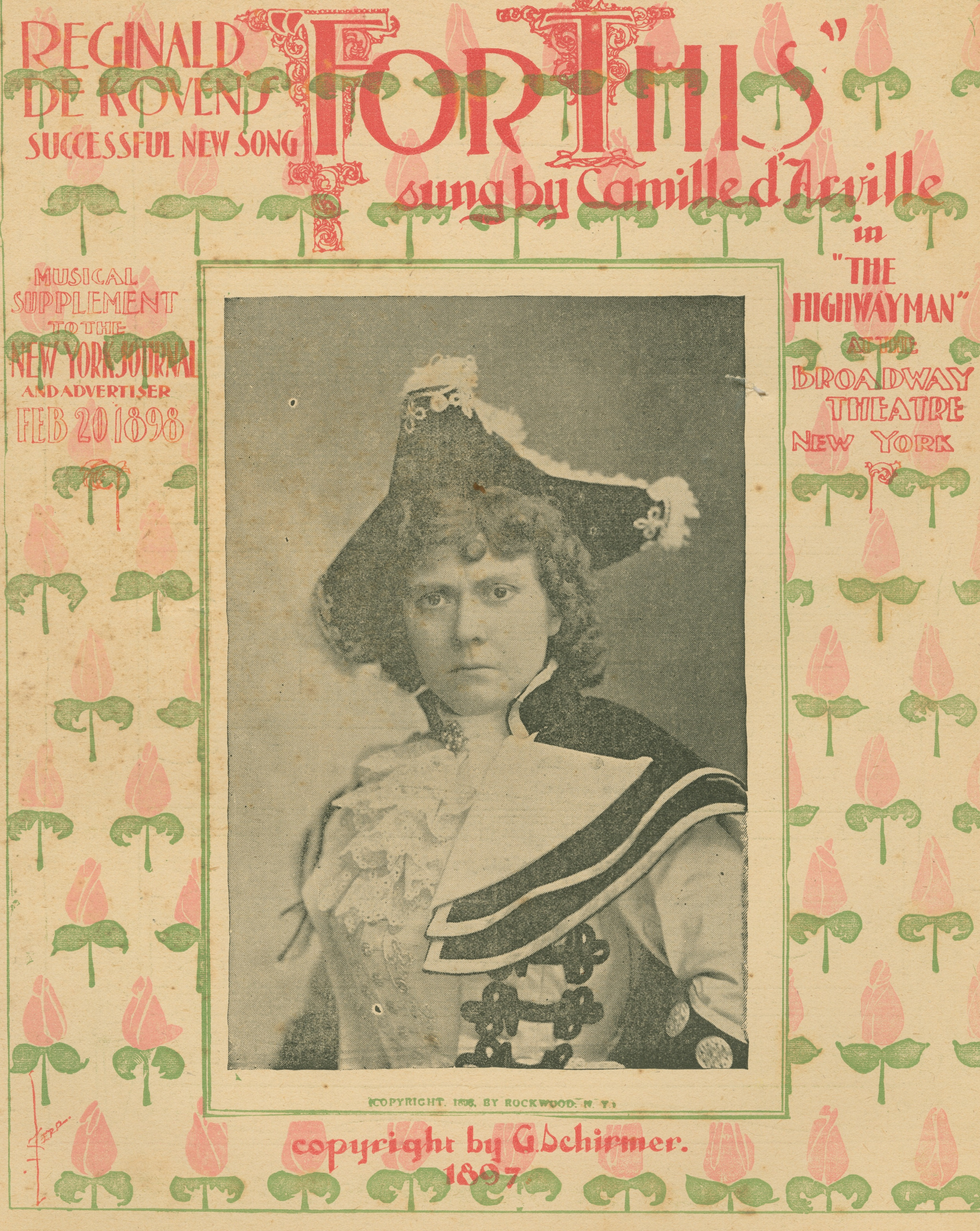
Partitura de Camille D'Arville vestida de caballero, de la Biblioteca Pública de Nueva York.

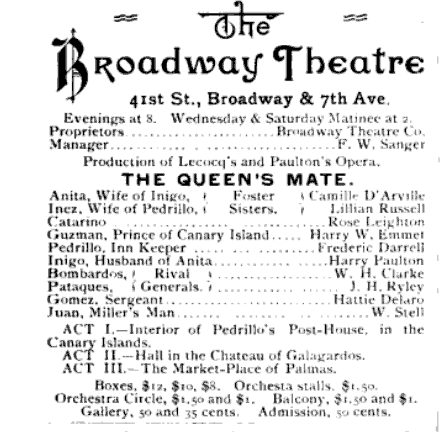
The Queen's Mate, Broadway Theatre (1888), que muestra a Camille D'Arville en el reparto como la hermana de Lillian Russell.

En Londres, D'Arville estuvo asociada con el Gaiety Theatre; apareció en los programas La Vie, Chilperic, Rip Van Winkle, Falka, Mynheer Jan, Carina y Cymbria, entre otros. Se mudó a los Estados Unidos en 1888. Sus apariciones teatrales incluyeron papeles en The Queen's Mate (1888), Venus (1893), Santa María de Oscar Hammerstein I (1896), The Belle of London Town (1907), A Daughter of the Revolution, The Bohemian Girl, Robin Hood, Madeleine, El bandolero y La Mascotte. Estuvo asociada con la compañía de ópera ligera de Boston para algunos de estos espectáculos. Era conocida por sus papeles «caballeros», en los que los personajes femeninos estaban disfrazados con sombrero, túnica, botas y medias masculinas durante parte del espectáculo. «Lleva un traje militar que le sienta encantadoramente, y también una peluca rubia corta y rizada», señaló un crítico. En 1894, dirigió la Compañía de Ópera Ligera Camille D'Arville. Se retiró de los escenarios después de 1908, aunque había anunciado su intención de retirarse después de su segundo matrimonio ya en 1900, escribiendo: «Creo que cualquier otra mujer que ejerza una profesión después de su matrimonio fracasa miserablemente».
Más adelante en su vida, trabajó detrás de escena con Reginald Travers Company, como mecenas financiera y asesora artística. También compró un gran rancho de ciruelas cerca de Los Gatos, California, en 1913. Durante la Primera Guerra Mundial fue presidenta de la sucursal de Stage Women's War Relief en San Francisco. También fue presidenta de la Compañía de Ópera Ligera de San Francisco.

## Vida personal
Camille D'Arville se casó dos veces. Su primer marido fue Andrew Wilson Lyons, un acróbata. Se casaron en 1879 y se divorciaron en 1899. Se casó con el empresario Ernest Willard Crellin y vivió en San Francisco, California en sus últimos años. Murió en 1932, a la edad de 69 años, en San Francisco. Le sobrevivieron Crellin, su hijo Louis Lyons Wilson y su hermana Lena Dykstra.